# 剑桥大学休斯学院
剑桥大学休斯学院（Hughes Hall，亦称休斯学堂）是剑桥大学下属的一所学院。休斯学院是剑桥四所只招收成年学生的学员中历史最悠久的一所。尽管有近五分之一的21岁及以上年龄的学生在学院中学习本科课程，组成学院的学生群体多数仍为研究生。成立于19世纪的休斯学院原本仅为女研究生提供师范课程，但自此之后学院不断扩张，并开始兼收男女学生。目前学院的教学和研究内容涉及剑桥大学所有学科的领域。学院的校训为“Disce ut Servias”，直译为“为服务而学习”。
休斯学院坐落在邻近剑桥大学板球场附近的19世纪及20世纪的建筑群内，并位于剑桥市区与火车站之间。

## 历史
1878年，剑桥大学建立了教师培训协会，为大学内有志向成为教师的学生提供师范教育。1885年，专为女性研究生提供师范课程的休斯学院在大学内成立。在学院成立初期，圣凯瑟琳学院的乔治·布朗牧师（Rev. George F. Browne，1833-1930）作为主要的赞助者扮演了举足轻重的角色。其余重要的赞助者包括北伦敦大学学院（North London Collegiate School）的校长弗朗西斯·布斯（Frances Buss，1827-1894），纽纳姆学院的首任校长安娜·克劳（Anne Clough，1820-1892）和三一学院的教授詹姆士·沃德（James Ward）。
起初，学院设在纽纳姆学院里的一座名为克罗夫顿（Crofton）的小楼内，共有14位学生。首任校长（任期：1885-1899）伊丽莎白·休斯（Elizabeth Phillips Hughes，1851-1925）毕业于纽纳姆学院。1895年，学院迁至专为其建造的大楼内。新大楼由威廉·福西特（William Fawcett）设计，面朝剑桥大学的芬那板球场（Fenner’s Cricket Ground）。该大楼沿用至今。玛丽·休斯（Mary Hughes，1866-1956）的著书《一个八十年代的伦敦女孩》（A London Girl of the 1880s）回忆了她作者作为学院第一批学生的经历，当时玛丽名为茉莉·托马斯（Molly Thomas）。
1947年，女性学生的学籍在剑桥大学获得正式认可。1949年，学院成为剑桥大学的附属机构，并更名为休斯学院以纪念首任校长。1973年，休斯学院迎来首位男性学生，亦使其成为首个招收男性学生的女校。自此之后，学院的研究领域逐渐拓宽。1980年代至90年代间，学生数量亦逐步增加。1985年，休斯学院被认可成为剑桥大学的组成部分。2006年，休斯学院正式获颁皇家宪章，确立其学院资格。今日，共有约500位研究生和90位本科生在学院就读，所有学生都超过21岁。休斯学院是剑桥大学中最为国际化的学院之一，因为有超过60个国家的学生就读于此。

## 校区

### 地理位置
休斯学院的主校区位于剑桥市区东南部，靠近市中心。学院介乎剑桥火车站与市场广场（Market Square）之间，与两者的距离亦相等。主校区所处的区域名为彼得斯菲尔德（Petersfield）。学院的大部分建筑均靠近米尔路（Mill Road），并可藉由与米尔路交界的莫蒂默路（Mortimer Road）抵达。
休斯学院坐落在居民区当中，与剑桥大学芬纳板球场接壤，隔莫蒂默路与园畔泳池（Parkside Pools）和凯西康体中心（Kesley Kerridge Gym）相望。与学院相距不远处即是米尔路墓园，许多剑桥大学的知名人物均安葬于此。

#### 交通
休斯学院是剑桥大学诸学院中距火车站最近的一所，同时亦非常接近市中心的长途巴士集散点。从学院到市中心最为便捷的方式即是穿过帕克公园（Parker’s Piece）。

### 建筑
休斯学院的主楼名为玛格丽特·威尔曼大楼（Margaret Wileman Building），建于1895年。大楼由建筑师福西特设计，并由乔治·罗宾逊爵士（George Robinson，1st Marquess of Ripon，1827-1919）主持启用典礼。学院大楼为新荷兰风格（Neo-Dutch）的红砖建筑，并饰有独树一帜的赤土色门廊。为纪念慷慨资助女子教育及大楼建设的法耶弗夫妇（Jurgen Edward and Emily Pfeiffer），大楼的一侧被命名为法耶弗翼。大楼后来亦不断扩建，增添了学生寝室、图书馆、休息室、学习室和行政办公室。该大楼被列为英国二级保护建筑。

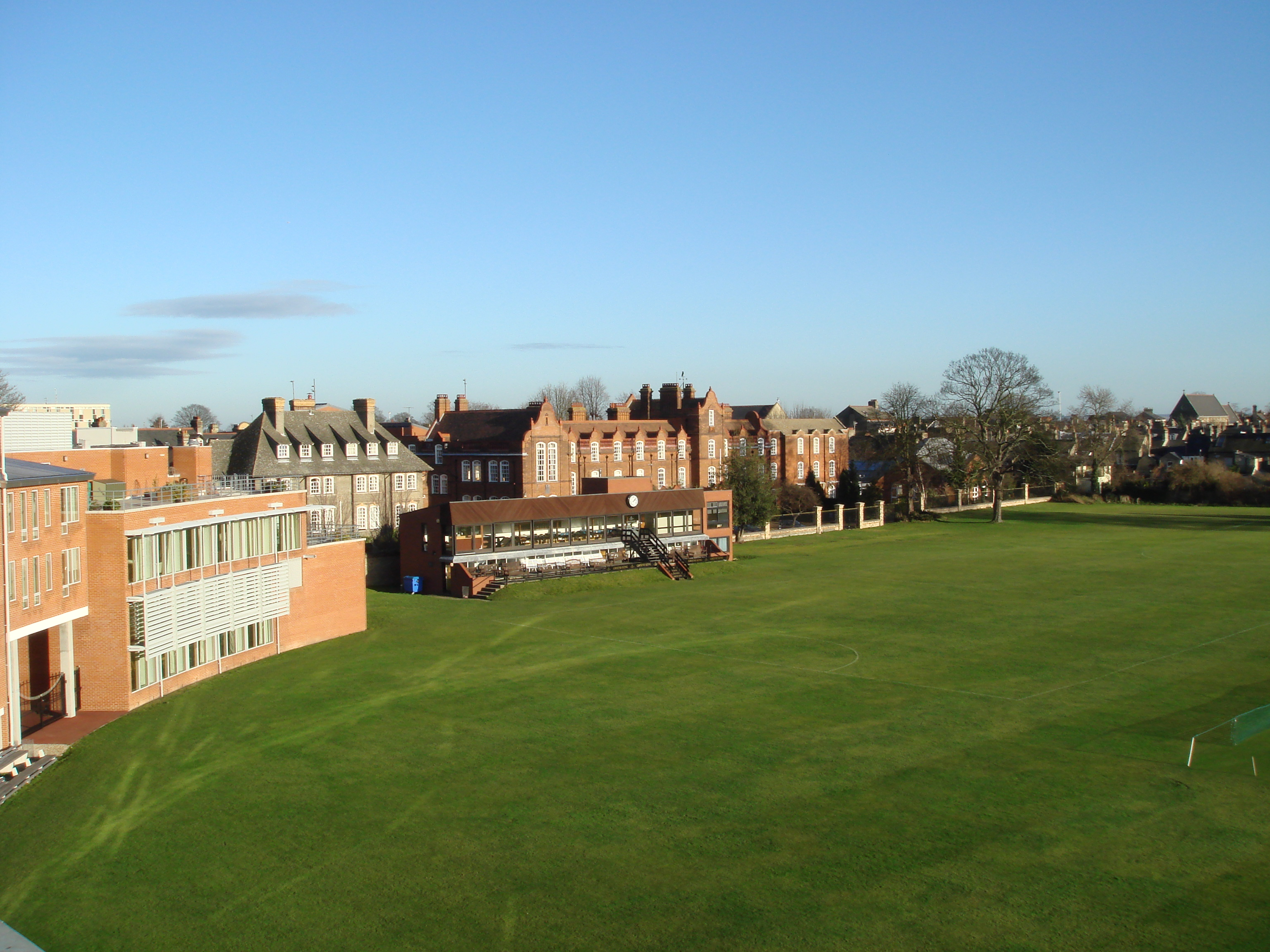
休斯学院校园（图中左侧建筑为芬纳综合大楼，中为渥拉斯顿宿舍楼，右侧为威尔曼大楼）

渥拉斯顿宿舍楼（Wollaston Lodge）位于威尔曼大楼旁，建于20世纪早期。该楼由普赖尔（E.S. Prior）设计建造，为对称式黄砖建筑。该楼的建造旨在纾缓日趋紧张的学生住宿。
自20世纪末以来，学院亦相继新建了一批建筑。1992年，时任剑桥大学校监的菲利普亲王主持学院新大楼的启用典礼，该大楼亦因此被命名为校监楼（Chancellor’s Court）。1997年，学校启用了百年楼（Centenary Building）。2005年，芬纳综合大楼（Fenner’s Building）启用，该大楼包括了学生宿舍、餐厅及会议场所。综合大楼位于板球场一侧，并直接面朝球场。透过大楼西向的窗和走廊可见剑桥最高的圣母堂的尖塔。学院另在剑桥周边拥有一定数量的学生宿舍。
2014年，学院并购了剑桥大学的原康体中心，并意欲改建成学院的新大楼。该处建筑位于格雷欣路（Gresham Road）上，与学院主校区隔板球场相望。改建工程于2015年开始。

## 校园生活

### 学术
休斯学院的教研内容涵盖剑桥大学所有的学科领域。学院以其国际化程度及平等教育的精神而知名。
学院在19世纪建校时旨在支持教育领域的研究生项目。时至今日，该传统得以延续和发展——除传统的人文领域的教育研究以外，每年均有相当数量的学生会参加专业课及应用类课程。由于学院的学生大部分均为研究生，故少量的本科生须与博士与硕士研究生共享教育资源。 

### 社团
学院内有相当数量的学生社团，包括国际象棋社、电影社、写作及法律社团。学院的一个社团“帽子社”（Hat Club）经常组织学生和教员作研究论文展示，商贸协会（Enterprise Society）则致力于支持有志于创业的学生。
秘密社团“休斯学会”（Hughes Academy）的成员来自学院和剑桥大学的学生。社团主要的活动是讨论各类与学术相关的内容。

### 讲座
休斯学院全年举办数量众多的讲座，其中最为重要的有城市讲座（City Lecture），凯思林·休斯纪念讲座（Kathleen Hughes Memorial Lecture）及查普曼荣誉讲座（Honor Chapman Lecture）。
城市讲座设立于2000年，主讲人一般为商界人士。近年知名的主讲人包括《金融时报》主编莱昂纳尔·巴伯（Lionel Barber）及WPP集团首席执行官马丁·索罗（Martin Sorrell）。凯思林·休斯纪念讲座由学院及剑桥大学盎格鲁-萨克逊、挪威及凯尔特人研究部联合推出，近期的讲座主题包括苏格兰王陵及中世纪早期威尔士雕塑。查普曼荣誉讲座设于2014年。

### 体育
学院在体育方面独有建树，由学院组织的运动队项目涵盖田径、羽毛球、篮球、板球、足球、划船、橄榄球、壁球、乒乓等等。学院的学生亦积极参与剑桥大学及英国国家级别的运动队。

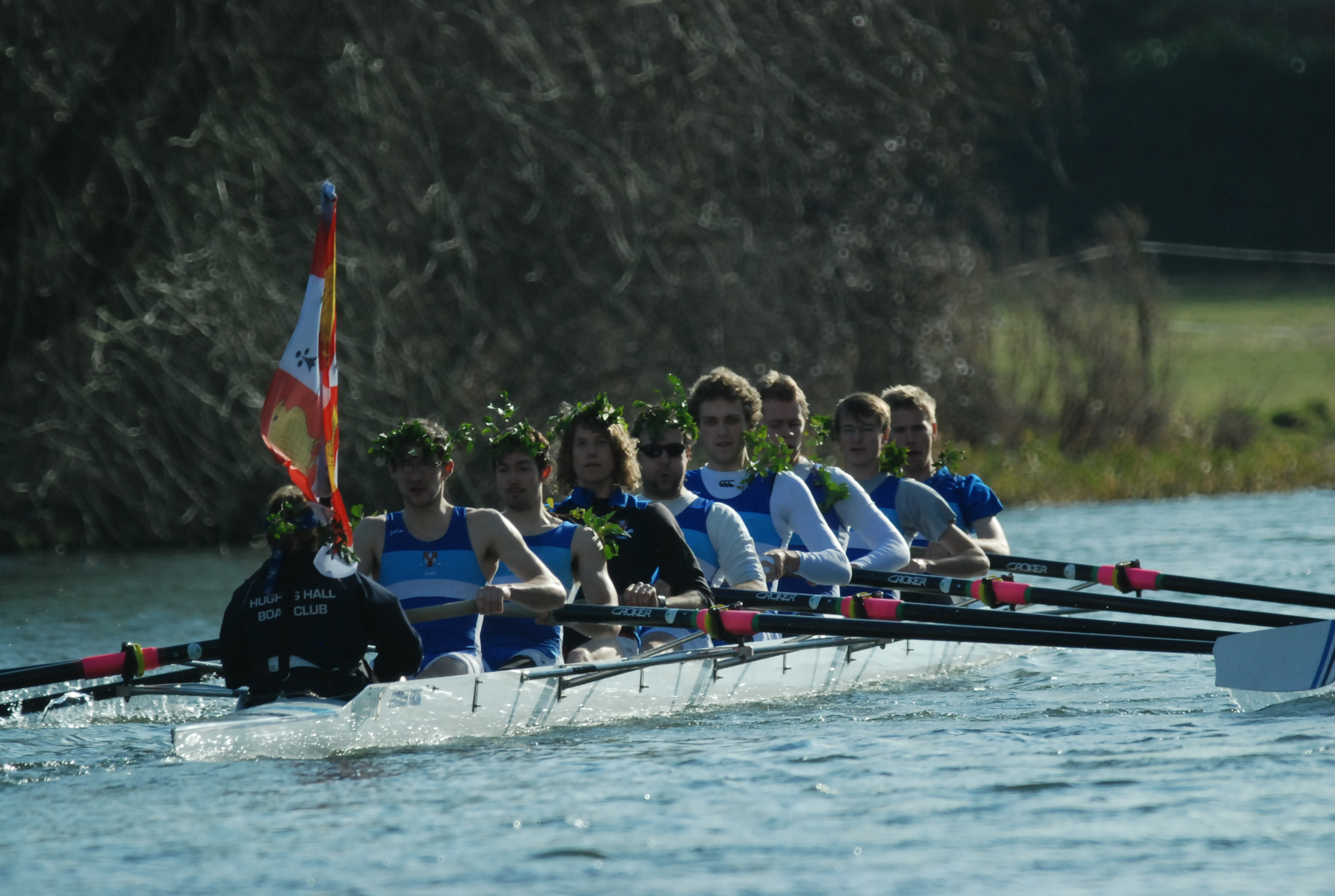
2012年比赛中的学院划艇队

#### 划艇队
休斯学院的划艇队在2003年与剑桥大学露西·卡文迪许学院的划艇队合并，组成现时的“休斯-露西·卡文迪许联合划艇队”。学院的划艇队在历年五月的划艇比赛 （页面存档备份，存于）（May Bumps）中屡获佳绩，自1993年至2014年间多次夺得男子日度大奖。休斯学院划艇对亦分别在2007、2009及2014年获该赛事最高奖项——帕加索斯杯（Pegasus Cup）。该队队员时常被选入剑桥大学划船队参与牛津-剑桥校际划船大赛。2015年，剑桥男子队即包括三名来自休斯学院的队员，女队的艇长亦由学院队员担任。
学院名下拥有一艘名为“醉鱼”（Buffyfish）的赛艇，该船由学院往届学生打造，现时被赠予剑桥大学医学研究中心。